# Marian Kasprzyk
Marian Krzysztof Kasprzyk, född 22 september 1939, är en polsk före detta boxare.
Kasprzyk blev olympisk mästare i weltervikt i boxning vid sommarspelen 1964 i Tokyo.